# Jef van de Wiele
Fredegardus Jacobus Josephus (Jef) van de Wiele (Anversa, 20 luglio 1903 – Bruges, 4 settembre 1979) è stato un politico belga.
Van de Wiele era un convinto ammiratore di Adolf Hitler e nel 1935 fondò il Duitschen-Vlaamsche Arbeidsgemeenschap ("Comunità di lavoro tedesco-fiamminga", popolarmente nota come De Vlag) per l'incorporazione delle Fiandre nel Terzo Reich. Questo gruppo utilizzò l'aquila nazista e la svastica insieme al leone nero delle Fiandre come suoi simboli. Van de Wiele ebbe dei contatti con i nazisti prima dell'invasione del Belgio e rivendicò inoltre che Hitler gli aveva promesso che le Fiandre sarebbero state annesse e che lui avrebbe ricoperto la carica di Gauleiter. Effettivamente nel 1944 divenne Gauleiter del neocostituito Reichsgau Flandern.
Dopo la fine della seconda guerra mondiale van de Wiele venne considerato come un traditore per via del suo collaborazionismo e condannato a morte nel novembre 1946. Tuttavia la sentenza venne commutata in ergastolo e, rilasciato dopo 17 anni, si trasferì in Germania Ovest.